# Ngải Văn Lễ
Ngải Văn Lễ (sinh tháng 3 năm 1955) là cựu chính trị gia người Trung Quốc và từng giữ chức Phó Chủ tịch Chính hiệp tỉnh Hà Bắc. Ông cũng từng là Trưởng Ban Tuyên truyền Tỉnh ủy Hà Bắc và Thị trưởng Thạch Gia Trang. Ngải Văn Lễ bị Ủy ban Kiểm tra Kỷ luật Trung ương và Ủy ban Giám sát Quốc gia điều tra ngay sau khi nghỉ hưu.

## Sự nghiệp
Ngải Văn Lễ sinh tháng 3 năm 1955. Ông tốt nghiệp Trường Thương nghiệp địa khu Đường Sơn. Ông bắt đầu sự nghiệp năm 1971 và trở thành công nhân trong một trang trại. Sau đó, ông giữ chức vụ Huyện trưởng huyện Đường Hải, Trưởng Ban Tuyên truyền Thành ủy Đường Sơn, Cục trưởng Cục Khai hoang tỉnh Hà Bắc, Phó Bí thư Thành ủy Thạch Gia Trang và Trưởng Ban Tổ chức Thành ủy Thạch Gia Trang, Thị trưởng Thừa Đức và Bí thư Thành ủy Thừa Đức.
Trong vụ bê bối Tam Lộc năm 2008, Ngải Văn Lễ được bổ nhiệm giữ chức Phó Bí thư Thành ủy, Thị trưởng Thạch Gia Trang. Năm 2011, ông được bổ nhiệm làm Trưởng Ban Tuyên truyền Tỉnh ủy Hà Bắc và đảm nhiệm vị trí này đến tháng 9 năm 2015. Ngải Văn Lễ được bổ nhiệm giữ chức Phó Chủ tịch Chính hiệp tỉnh Hà Bắc năm 2015. Ông nghỉ hưu năm 2018.

## Điều tra
Ngày 31 tháng 7 năm 2018, Ngải Văn Lễ bị Ủy ban Kiểm tra Kỷ luật Trung ương, cơ quan kỷ luật nội bộ của đảng và Ủy ban Giám sát Quốc gia, cơ quan chống tham nhũng cao nhất của Cộng hòa Nhân dân Trung Hoa điều tra, vì "vi phạm nghiêm trọng các quy định và pháp luật". Theo báo cáo, Ngải Văn Lễ  đã ra đầu thú. Ngày 19 tháng 10 năm 2018, ông bị khai trừ khỏi Đảng Cộng sản Trung Quốc.